# Stachyandra merana
Stachyandra merana là một loài thực vật có hoa trong họ Picrodendraceae. Loài này được (Airy Shaw) J.-F.Leroy ex Radcl.-Sm. miêu tả khoa học đầu tiên năm 1990.